# 山口光一郎
山口 光一郎（やまぐち こういちろう、1889年6月17日 - 1948年7月8日）は、日本の政治家。衆議院議員（1期）。

## 経歴
栃木県三好村（のち田沼町、現・佐野市）に生まれる。1912年栃木県師範学校卒。卒業後は小学校訓導や校長となり、三好村会議員、同村長となった。
戦後の1946年の第22回衆議院議員総選挙において栃木県（全県1区）から日本進歩党公認で出馬して初当選した。しかし、翌年公職追放によりその座を追われた。追放後は石灰業に従事したが、追放中の1948年に死去した。